# Rouelles
Rouelles är en kommun i departementet Haute-Marne i regionen Grand Est (tidigare regionen Champagne-Ardenne) i nordöstra Frankrike. Kommunen ligger i kantonen Auberive som tillhör arrondissementet Langres. År 2022 hade Rouelles 25 invånare.

## Befolkningsutveckling
Antalet invånare i kommunen Rouelles
| Referens: INSEE |